# Járóka Lívia
Járóka Lívia Renáta (Tata, 1974. október 6.) cigány származású szociálantropológus, politikus, az Európai Parlament (EP) magyar képviselője a Fidesz színeiben. Az 1986-ban, 1989-ben és 1994-ben is megválasztott Juan de Dios Ramírez Heredia spanyol EP képviselő után, ő volt a második roma (de az első roma nő), aki valaha is az Európai Parlament tagjává vált és akit később az EP alelnökévé is megválasztottak.

## Tanulmányai
1995-ben kezdte meg felsőfokú tanulmányait a szombathelyi Berzsenyi Dániel Tanárképző Főiskola angol szakán, ahol 1998-ban szerzett tanári diplomát. Ezután posztgraduális képzésen vett részt a Közép-európai Egyetem varsói szociológia tanszékén 1999-ig, majd a londoni University College London antropológia szakán 2000-ig. 2000-2001-ig a Közép-európai Egyetem (CEU) Nacionalizmus tanszékén kutatói programban vett részt. 2001-től 2004-ig Master of Philosophy (MPhil)  doktori (PhD) képzésen vett részt a University College London antropológia tanszékén. Disszertációjának témája: „Etnikus kapcsolatok és a mindennapi élet: A józsefvárosi romák etnográfiája” volt A szociális antropológia doktori fokozatát (PhD) 2012-ben szerezte meg a londoni University College-ban. 

## Kutatói pályafutása
Szociológiai disszertációja a cigány diákok a magyar közép-, illetve felsőoktatásban betöltött helyéről, szerepéről szólt. Első jelentősebb kutatása a pécsi Gandhi Gimnázium cigány tanulóiról készült felmérése volt, amit 1998 és 2001 között végzett. Később a józsefvárosi cigány etnikum körében végzett terepkutatásokat. 
2004-ben Werner Grenn-ösztöndíjban részesült.
Kutatói munkáján túl a berlini székhelyű Európai Migrációs Iroda cigány szakértőjeként is és rövid ideig a „Rádió C” munkatársaként is dolgozott.

### Publikációja magyar nyelven
- Járóka Lívia: Cigányok "fókuszban", avagy média és antropológia "akcióban" in: Prónai Csaba (szerk.): Cigány világok Európában; Budapest, Nyitott Könyvműhely Kiadó, 2006,  ISBN 9638678860

## Közéleti pályafutása
15 éves gimnazista voltam, és az akkori ex-KISZ, a DEMISZ helyett mi Szájer Józsefet és a Fideszt erősítettük itt Sopronban. Mámorosnak éreztük onnantól nemzeti ünnepeinket és a hétköznapokat is azzá tette a remény. A szabadság meghozta a várva várt egységet az Európai Unióban is, amiről ma már tudjuk, milyen törékeny.
Szájer József 2003 szeptemberében kereste meg, miután korábban is készített a Fidesz részére szakértői anyagokat. Bármilyen, általa fontosnak tartott témáról írhatott. Akkoriban a CEU Nacionalizmus Tanszékén a kisebbségi önkormányzati rendszert tanulmányozta egy kurzuson, ahol arról volt szó, hogy mennyire importálhatók a külföldi multikulturális modellek a hazai nemzetiségi viszonyokra. Az oktatásügyet is tanulmányozta és a pécsi Gandhi Gimnáziumban tanulók körében készített két, az identitásvállalást vizsgáló mélyinterjús kutatást. A Fidesz felkérésének következtében a kutatásainak anyaga a párt háttéranyagává vált.
2004-ben a Fidesz jelöltjeként elindult a Fidesz listáján az európai parlamenti (EP) választáson, melyen mandátumot szerzett és ezáltal az első cigány származású nő lett az Európai Parlamentben. Az Európai Néppárt és az Európai Demokraták közös frakciójának tagja lett. Az állampolgári jogok, bel- és igazságügyi, valamint a nők jogaival és esélyegyenlőséggel foglalkozó bizottságok tagja, ill. a kulturális-oktatási bizottság póttagja lett.
2006-ban a Világgazdasági Fórum társszervezetének, A Világ Fiatal Vezetőinek Fórumának tagjai közé választották. Ugyanebben az évben, mint európai parlamenti képviselő megkapta Az év képviselője díjat az igazságosság és alapvető jogok kategóriában.
Több, cigányok felzárkóztatásával foglalkozó egyesület, társaság tagjaként is működött. Egy interjúban elmondta, hogy a becslések szerinti kilenc millió európai roma "valódi képviselőjének" tartja magát, amelyek többsége a közép-, keleti és délkelet-európai országokban él.

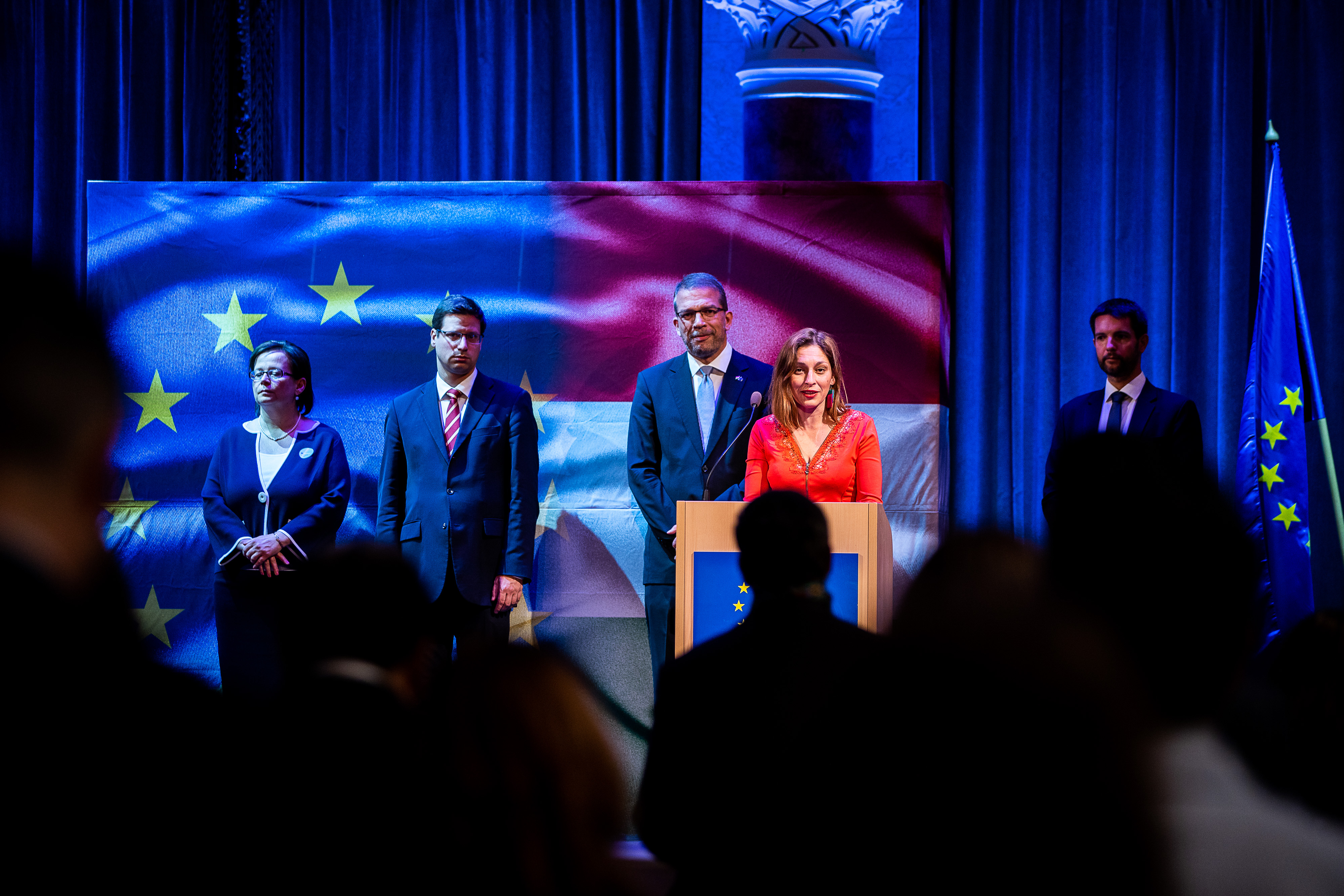
Európa napi fogadás a budapesti Vigadóban, Járóka Lívia beszédet mond (2019)

2009-ben az Európai Néppárt EP-választási kampányának „arca” lett az uniós tagállamokban 25 millió példányban kiadott DVD-n. A 21 nyelven készült, több éven át forgatott videofilm főszereplője volt, mert az Európai Néppárt őt tartotta legalkalmasabbnak arra, hogy közelebb hozza a lehetséges választókhoz azokat az értékeket, amelyekre a néppárt kampánya épült: a családot, a jólétet, a biztonságot és a szolidaritást.
A magyar EU-elnökség idején végzett kiemelkedő munkájáért 2011-ben Schmitt Pál köztársasági elnök Járóka Líviának Köztársasági elnöki érdemrendet adományozott.
Ugyanebben az évben a Keresztény Értelmiségiek Szövetsége Szent Adalbert-díjjal jutalmazta a képviselő-asszony széles körű, a keresztény szeretet szellemében végzett társadalmi felzárkóztatást elősegítő tevékenységét.
2013-ban újra elnyerte, mint európai parlamenti képviselő, "Az év képviselője" díjat az igazságosság és alapvető jogok kategóriában. 2016-ban pedig elnyerte a Wallenberg díjat.
Járóka Lívia ismét az Európai Parlament képviselője lett, miután megkapta a 2017. szeptember 1-i hatállyal lemondó Pelczné Gáll Ildikó mandátumát. 2017 november 15-én alelnöknek is megválasztják.
Járóka Líviát 349 szavazattal és Dobrev Klárát 402 szavazattal 2019. július 3-án az Európai Parlament 14 alelnöke közé választották.
2021 március 24-én az Európai Parlament felfüggesztette Járóka Lívia mentelmi jogát miután egy kisebb jelentőségű közlekedési kihágással kapcsolatosan megtagadta az együttműködést a belga hatóságokkal. 

## Családja
Férjezett, két gyermek édesanyja.